# Sara Danius
Sara Danius   (Täby, 5 d'abril de 1962 - Estocolm, 12 d'octubre de 2019) va ser una professora d'estètica i literatura a la Universitat de Södertörn i també a la d'Uppsala. Membre de l'Acadèmia Sueca des de 2013, va ser-ne la secretària permanent.
Danius es va graduar de la Universitat d'Estocolm el 1986. Posteriorment va aconseguir un màster en teoria crítica a la Universitat de Nottingham el 1989. Finalment, el 1997 es va doctorar a la Universitat de Duke, i el 1999 va rebre el grau de doctorat a la Universitat d'Uppsala. Va publicar articles sobre la relació entre la literatura i la societat, i va escriure sobre Marcel Proust, Gustave Flaubert i James Joyce.
Danius va treballar com a crítica literària al diari suec Dagens Nyheter des del 1986. Va ser membre executiva de la Reial Acadèmia Sueca de Lletres, Història i Antiguitats des de 2010.
El març de 2013, va ser elegida membre de l'Acadèmia Sueca i va succeir Knut Ahnlund a la cadira 7. Danius va ingressar formalment a l'acadèmia en una cerimònia el 20 de desembre de 2013. Va assumir el càrrec de secretari permanent de l'Acadèmia, succeint Peter Englund, l'1 de juny de 2015.